# Kältebehandlung
Eine Kältebehandlung ist eine kosmetische Ganzkörperbehandlungsmethode, bei der Cremes oder Lotionen auf die Haut aufgetragen werden, die einen starken Kühleffekt auf der Haut erzeugen. Anstelle von Cremes oder Lotionen können auch eisgekühlte Hanteln auf der Haut gerollt werden oder Kryopackungen aufgelegt werden. Durch die Kälte ziehen sich die Blutgefäße zusammen. Bei der anschließenden Erwärmung erweitern sich die Blutgefäße wieder, wodurch ein Training der kleinen Hautkapillaren erfolgt.
Die Kältebehandlung sollte nicht bei Durchblutungsstörungen und rheumatischen Erkrankungen angewendet werden.